# Zafra semiclatriata
Zafra semiclatriata is een slakkensoort uit de familie van de Columbellidae. De wetenschappelijke naam van de soort is voor het eerst geldig gepubliceerd in 1987 door Sleurs.